# Monumentum
A Monumentum öt különböző, egynapos országútikerékpár-verseny gyűjtőneve. A versenyek közös jellemzője, hogy az egynapos versenyek között a legnagyobb múlttal rendelkeznek, egyúttal a legnagyobb presztízzsel is. Az öt verseny mindegyike több, mint 100 éves múltra tekint vissza, a korelnök Liège–Bastogne–Liège első versenyét pedig 1892-ben rendezték. Mind az öt verseny eltérő karakterrel rendelkezik, egyedivé téve az adott rendezvényt. Mind az öt verseny az UCI World Tour sorozat része.
Bár ezen az öt versenyen kívül számos más egynapos kerékpárversenyt rendeznek ma már, (pl. a Strade Bianche vagy a Clasicá San Sebastián)  melyek szintén kivívták a saját maguk renoméját, Monumentum névvel csak ezt az öt versenyt illetik tradicionálisan.

## A Monumentumok listája
Az öt verseny az alábbi: 
- Milánó–Sanremo – A versenyév első fontosabb egynapos klasszikus (klasszikus versenynek a fontosabb egynapos kerékpárversenyek összefoglaló neve, melyeknek részei a Monumentum versenyek is) versenye, március végén rendezik meg. Az olasz neve Primavera, azaz tavasz.  Az első versenyt 1907-ben rendezték meg. A futam jellemzően hosszú, akár 300 kilométeres is lehet, a sík szakaszok miatt elsősorban a sprintereknek van esélye.
- Flandriai körverseny – Az 1913 óta megrendezett verseny a legfiatalabb az öt Monumentum közül. A rövid, meredek, kockaköves emelkedős vonalvezetésű futamot április első vasárnapján rendezik meg az Ardennek flandriai részén. A nyomvonal évről-évre változik kicsit, 2017 óta a rajt Antwerpenben, 2014 óta a befutó pedig Oudenaardeben van.
- Párizs–Roubaix – A klasszikusok királynőjének vagy észak pokoljának is hívott versenyt hagyományosan a Flandriai körverseny után egy héttel rendezik meg, mint az év utolsó kockaköves versenyét. Az először 1896-ben megrendezett verseny különösen hírhedt hosszú kockaköves szakaszairól, sokan az év legkeményebb egynapos kerékpáros versenyének tartják. A befutó a Roubaix-i Velodrome-ban van, a versenyzők ide jellemzően sárral és porral borítottan érkeznek.
- Liège–Bastogne–Liège – Az április végén megtartott verseny a legöregebb a Monumentumok között, az elsőt - még amatőr versenyként - 1892-ben rendezték meg. A verseny beceneve is a korára utal: La Doyenne. A versenyévben az utolsó fontosabb verseny az Ardennekben. A futam nyomvonala számos meredek emelkedőt tartalmaz, a dombtetőn lévő befutó pedig Liége elővárosában van. A versenyen jellemzően a hegyimenők, vagy akár a Grand Tourokon összetett menőként szereplők az esélyesek.
- Giro di Lombardia – Az egyetlen őszi verseny a Monumentumok között, őszi klasszikusként, vagy a hulló levelek versenyeként is ismert. Jellemzően októberben vagy szeptember végén rendezik meg 1905 óta. A változó, dombos-hegyes nyomvonalat jellemzően a Comói-tó környékén jelölik ki. A versenyt jellemzően hegyimenők nyerik meg.